# Scotussa delicatula
Scotussa delicatula är en insektsart som beskrevs av Liebermann 1947. Scotussa delicatula ingår i släktet Scotussa och familjen gräshoppor. Inga underarter finns listade i Catalogue of Life.